# Eveline Bhend
Pour les articles homonymes, voir Bhend.
Eveline Bhend, née le 6 avril 1981, est une skieuse acrobatique suisse spécialisée dans les épreuves de slopestyle. 

## Carrière
Ell remporte son premier podium en Coupe du monde en février 2012 à Jyväskylä.
Elle participe aux Jeux olympiques d'hiver de 2014, en slopestyle où elle se classe neuvième de la finale.
Elle prend sa retraite sportive après les Jeux.

## Palmarès

### Jeux olympiques d'hiver
| Édition/Discipline | slopestyle |
| Sotchi 2014        | 9e         |

### Coupe du monde
- Meilleur classement général : 57e en 2012.
- Meilleur classement en slopestyle : 3e en 2012.
- 2 podiums.